# Rafael Moya Murillo

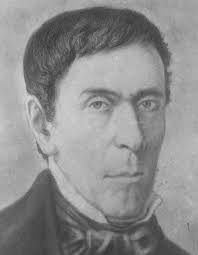
José Rafael Moya Murillo (circa 1835)

José Rafael Moya Murillo (* 24. Oktober 1799 in San Antonio de Heredia, heute San Antonio de Belén, Costa Rica; † 15. November 1864 in Heredia) war vom 7. Dezember 1844 bis 1. Mai 1845 Jefe de Estado von Costa Rica.

## Leben
Am 9. September 1824 heiratete er das erste Mal in Heredia, Micaela Casimira Solares y Sandoval.
Das zweite Mal heiratete er in Heredia am 19. November 1841 María Josefa Salinas Solares, die Nichte seiner ersten Ehefrau.
Er war ein Unternehmer, der sich hauptsächlich der Landwirtschaft widmete und war einer der ersten großen Cafetaleros in Heredia. Daneben befasste er sich mit Bergbau und Handel.
1844 wurde er Parlamentsmitglied und als Alterspräsident saß er ab 29. November 1844 bis zum 30. April 1845 für Francisco María Oreamuno Bonilla dem Staat vor.
Am 30. April 1845 endete seine Legislaturperiode, am 26. April 1845 strengte das Parlament ein Verfahren wegen Entfernen aus dem Amt gegen ihn an.
Vom 1. Mai 1845 bis 30. April 1846 übernahm der nächste Dienstälteste, José Rafael de Gallegos y Alvarado, das Amt.
Im April 1847 und im Dezember 1849 war er Präsidentschaftskandidat.